# Charles Robert (administrateur)
Charles, Frédéric Robert, né le 21 décembre 1827 à Mulhouse, (Haut-Rhin) et décédé le 21 juillet 1899 au Chesnay-Rocquencourt (Yvelines), est un conseiller d’Etat, administrateur et philanthrope. Il joua un rôle dans le domaine de l’instruction primaire obligatoire, fut directeur de la compagnie d’assurances l’Union, et s’intéressa à diverses œuvres de nature philanthropique ou d’économie sociale. Il fut très investi dans le domaine de la participation des salariés aux bénéfices.

## Biographie

### Au Conseil d’État
Issu d’une famille protestante, il est le fils d’un membre du personnel des Ponts-et-Chaussées qui avait dirigé en 1826 tous les services de la construction du nouveau quartier de Mulhousey compris un hôtel abritant à l’origine la bourse de coton et la chambre de commerce et d’industrie puis la Société industrielle de Mulhouse toujours présente dans les lieux.
Après avoir accompli sa scolarité dans sa ville natale, il suit les cours de la faculté de droit de Paris. Il devient docteur en droit en 1848, après avoir soutenu une thèse intitulée Des sociétés civiles en droit français, et réussit le 17 avril 1849 à vingt-et-un ans le concours d’auditeur au Conseil d'Etat. Maintenu en 1852 il devient auditeur de 1ère classe le 25 janvier de cette année-là, maitre des requêtes de 2ème classe en 1854 et est attaché en cette qualité à la section du contentieux. En 1855, il siège dans la commission pour l’établissement d’asiles en faveur des ouvriers en convalescence ou mutilés puis en 1857 dans la commission consultative de l’asile de Vincennes.
Lors de la campagne d’Italie, il est choisi le 7 mai 1859 pour y accompagner Napoléon III, comme maitre des requêtes en mission, chargé du service du cabinet de l’Empereur au quartier général. En 1860, il est nommé commissaire du gouvernement près le Conseil d’Etat délibérant au contentieux. Puis en 1864, il devient maitre des requêtes de première classe. A la demande de Armand Béhic, ministre des Travaux publics, il enseigne le droit aux futurs ingénieurs des Ponts-et-Chaussées. Il sera nommé conseiller d’Etat hors section le 19 avril 1865, puis en 1869, conseiller d’Etat en service ordinaire. En septembre 1870, le Conseil d’Etat est dissous. Il sera ensuite rétabli par l'Assemblée nationale. Cependant, Charles Robert abandonne les fonctions publiques.

### Secrétaire général du ministère de l’instruction publique

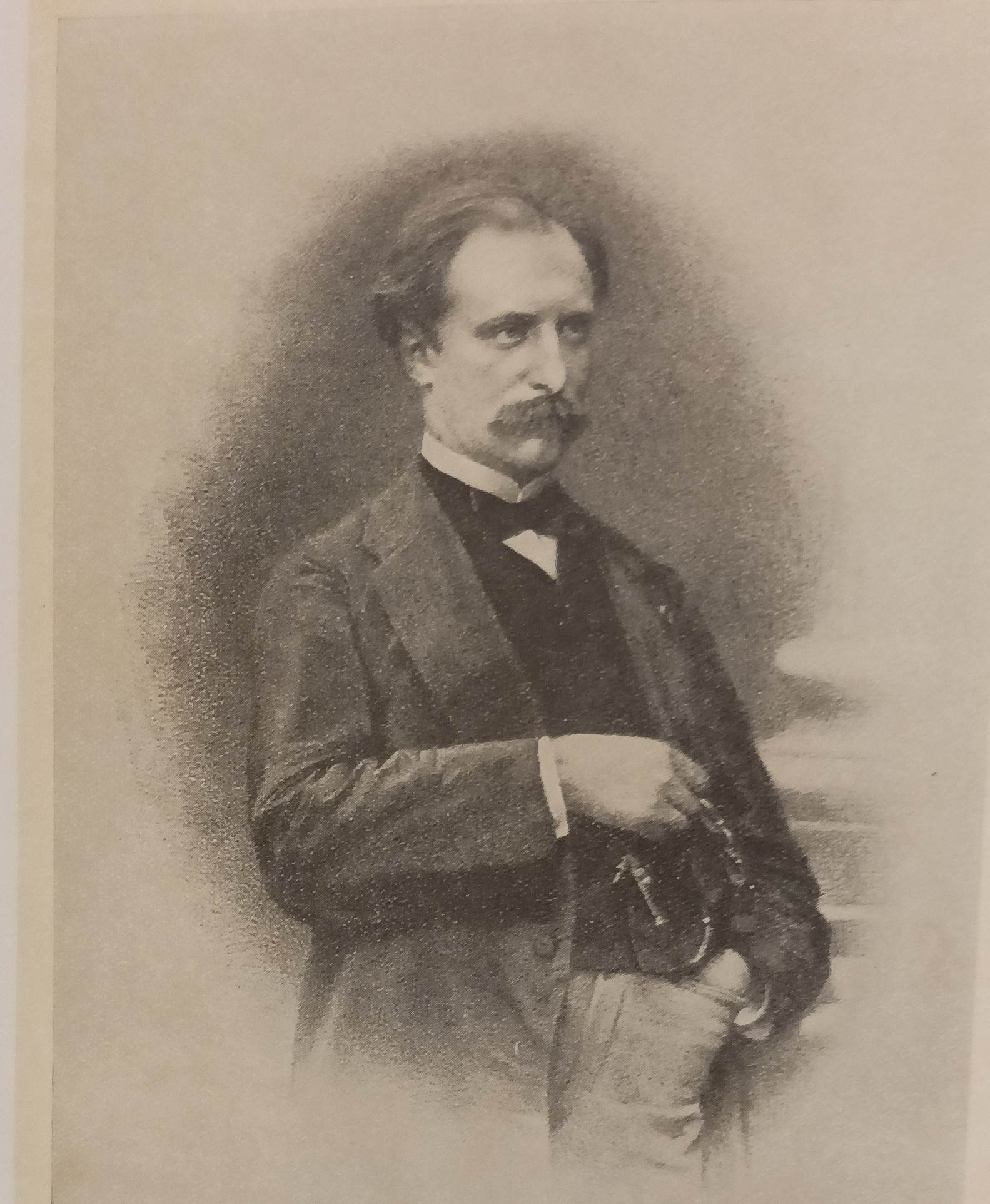
Charles Robert en 1868

Parallèlement à ses fonctions au Conseil d’Etat, il remplit diverses missions dans le domaine de l’instruction publique, telles que membre d’une commission pour le jugement d’un concours entre instituteurs primaires en 1861 ou encore membre de la commission administrative des lycées de Paris en 1863. Dès 1860 il se prononce dans une brochure en faveur de l’instruction primaire obligatoire. Puis un changement important intervient dans sa vie quand le 26 décembre 1864, Napoléon III le nomme, sur proposition de Victor Duruy, secrétaire général du ministère de l’instruction publique. Charles Robert assiste le ministre dans ses réformes et assure notamment les relations avec le parlement. C’est ainsi qu’en 1868, il sera commissaire du gouvernement lors de la discussion du sénat relative à l’enseignement supérieur et prend une part remarquée dans les séances des 22 et 23 mai 1868. Plus tard Paul Delombre déclarera que tout cela permit à Charles Robert de préparer avec ce grand ministre les réformes que la République a réalisées en leur donnant une extension que leur initiateur ne pouvait même espérer. Victor Duruy ayant quitté le ministère en juillet 1869, Charles Robert présente le 18 juillet sa démission de secrétaire général à Napoléon III. Ce dernier le charge alors immédiatement d’une mission dans le bassin houiller de la Loire où se déroulent d’importantes grèves. Dans une brochure de 1870 sur l’association aux bénéfices, il affirme que le progrès social a un puissant auxiliaire, l’école, et un ennemi redoutable, le cabaret. Il relate que lors de sa mission dans la Loire, il a trouvé « à côté de l’ignorance trois mille soixante-dix-huit cabarets ». Cette publication lui vaudra une lettre de sympathie du poète François Coppée.

### Directeur de l’Union

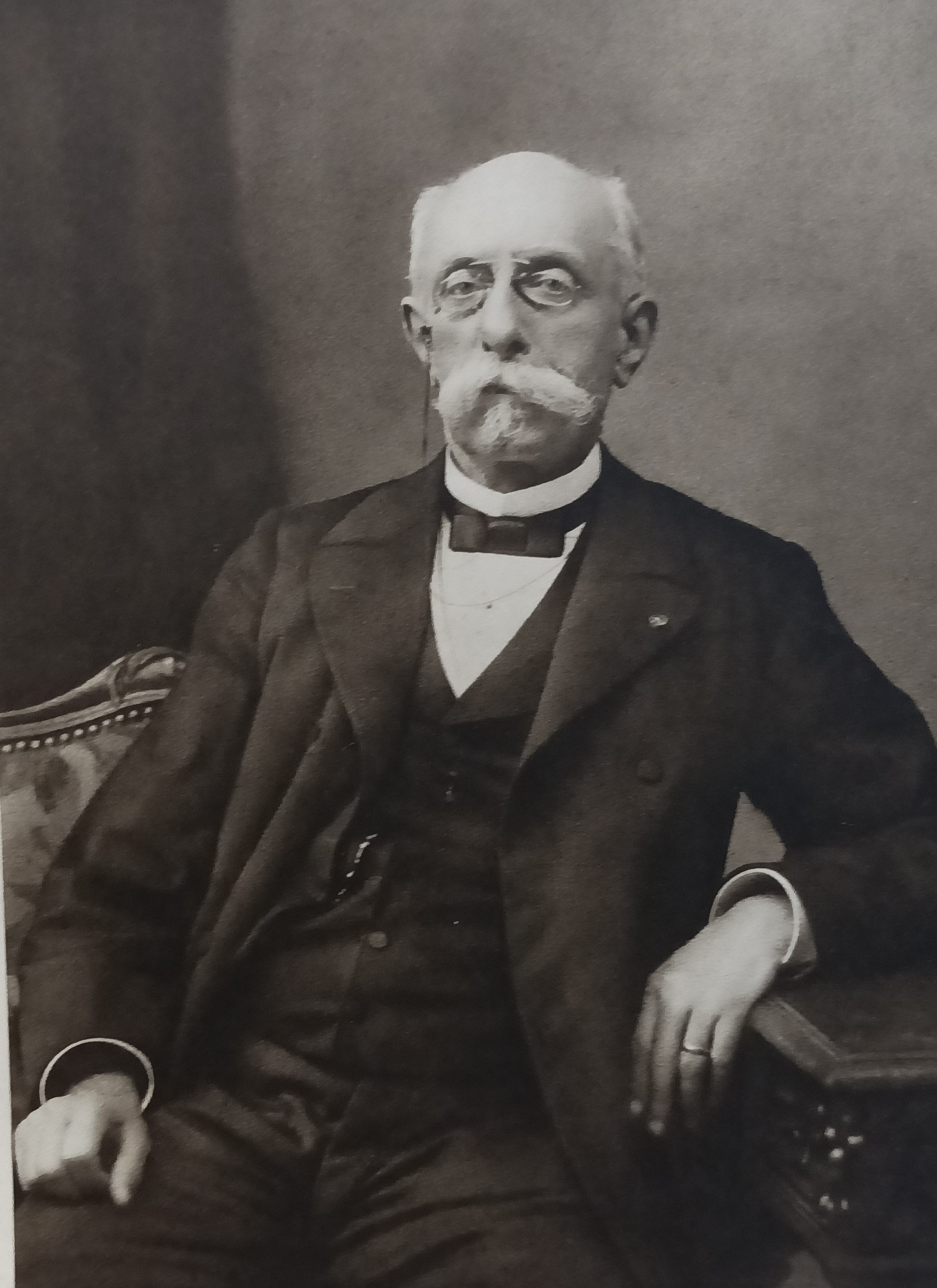
Charles Robert, directeur de l'Union

En 1871, il intègre la compagnie d’assurances l’Union fondé en 1828et dirige de 1871 à 1881 la branche-Vie. Puis de 1881 à 1899, tout en restant conseil de l’Union-Vie, il dirige la branche-Incendie.
Lors de l’entrée fonction de Charles Robert, les trente-deux compagnies d’assurances françaises contre l’incendie connaissent une crise due à l’accroissement des sinistres et à l’abaissement du taux des primes. A son initiative est alors créé en 1881, le Syndicat général des compagnies d’assurances à primes fixes dont il sera le premier président, qui permet d’enrayer la baisse du taux des primes et de redresser la situation. Il améliore les services intérieurs de l’Union ainsi que les études techniques. Il remanie les traités de réassurance et organise des inspections divisionnaires. Il développe dans un sens plus libéral la politique de participation aux bénéfices, appliquée à l’Union depuis 1838.
Il combat les diverses propositions de lois visant à exproprier les compagnies au profit de l’Etat assureur. Pour lutter contre les empiètements de l’Etat, et alors qu’il est président de l’Union syndicale, il suscite une politique de création de nombreux syndicats d’agents généraux appuyant sa politique. Il initie la politique d’implantation de l’Union à l’étranger. Il participe à l’organisation des sections et congrès économiques à l’exposition universelle de 1889 et préparera pour les mêmes matières l’exposition universelle de 1900 à laquelle il ne pourra assister en raison de son décès.
Dans le cadre de ses fonctions, il est secondé par le baron Guillaume Cerise, ancien inspecteur des finances, qui entre en 1881 à l’Union-Incendie en qualité de sous-directeur et qui sera son successeur. L’Union aura ainsi sous ces deux directeurs de 1881 à 1919, une même politique qui permettra de la hisser en tête des compagnies. Comme l’écrira Stéphane Dervillé : 

« Le baron Cerise s’y mit à l’école d’un homme supérieur, le directeur par excellence, Charles Robert, qui a laissé un si grand nom dans nos annales comme dans celles des sciences sociales. Guillaume Cerise vécut dans son ombre pendant dix-huit ans, et le maitre, ce sage à l’entendement le plus aiguisé, aux idées les plus généreuses, marqua son élève d’une indélébile empreinte. Celui-ci le chérissait, se réclamait de ses enseignements, et s’en montra digne. »

A la fin de sa vie, une des dernières actions de Charles Robert est de faire acquérir le 8 juin 1899 l’hôtel de Villemaré, 9 place Vendôme à Paris 1er moyennant 1 600 100 francs pour en faire le siège social de l’Union.

### La philanthropie et l’économie sociale

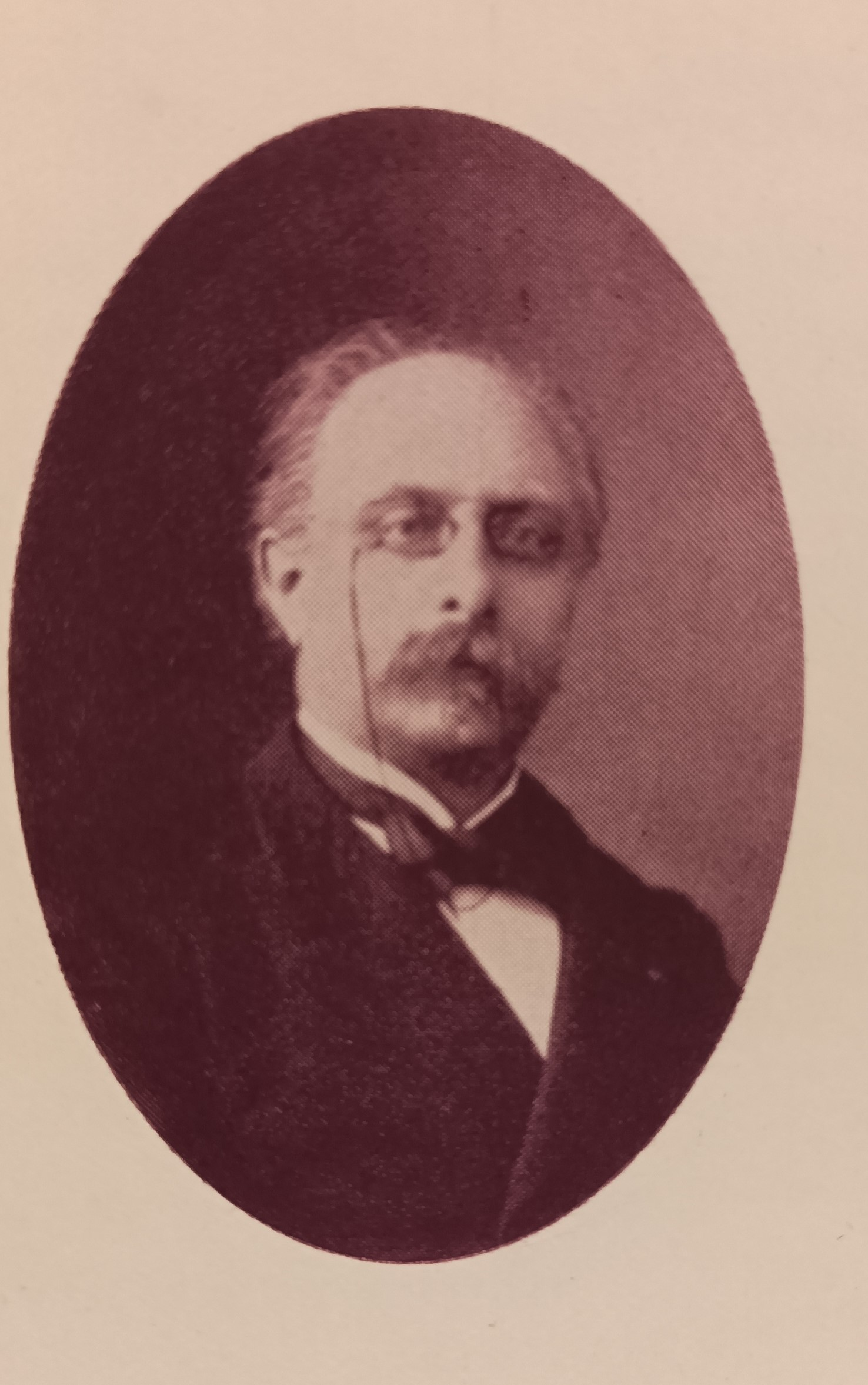
Charles Robert vers 1880

Charles Robert est un acteur investi dans des œuvres philanthropiques ou d’économie sociale. Son action s’exerce notamment par des conférences dont le texte est souvent publié. Plus tard, le baron Cerise verra en lui le sociologue vénéré ».
Il s’intéresse à la Société française des Habitations à bon marché, ancêtre du mouvement des Habitations à loyer modéré, fondée en 1889 et reconnue d’utilité publique en 1890, sous l’impulsion de Jules Siegfried, un autre Mulhousien. Il en est le trésorier.
Avec Eugène Oscar Lami, Jules Siegfried et Georges Berger, il prend part à la création de l’exposition sociale de 1889.
Il participe en qualité de conseil à la création du Musée social, fondé par Aldebert de Chambrun, aux côtés de Léon Say, Jules Siegfried et Émile Cheysson.
Il apporte son concours en qualité de vice-président à la Société de protection des apprentis et des enfants employés dans les manufactures, fondée le 22 septembre 1866.
Il se préoccupe de la protection des enfants délaissés ou se livrant au vagabondage et prononce à ce sujet une conférence en 1874 intitulée « Ecole ou prison ».

## La participation aux bénéfices

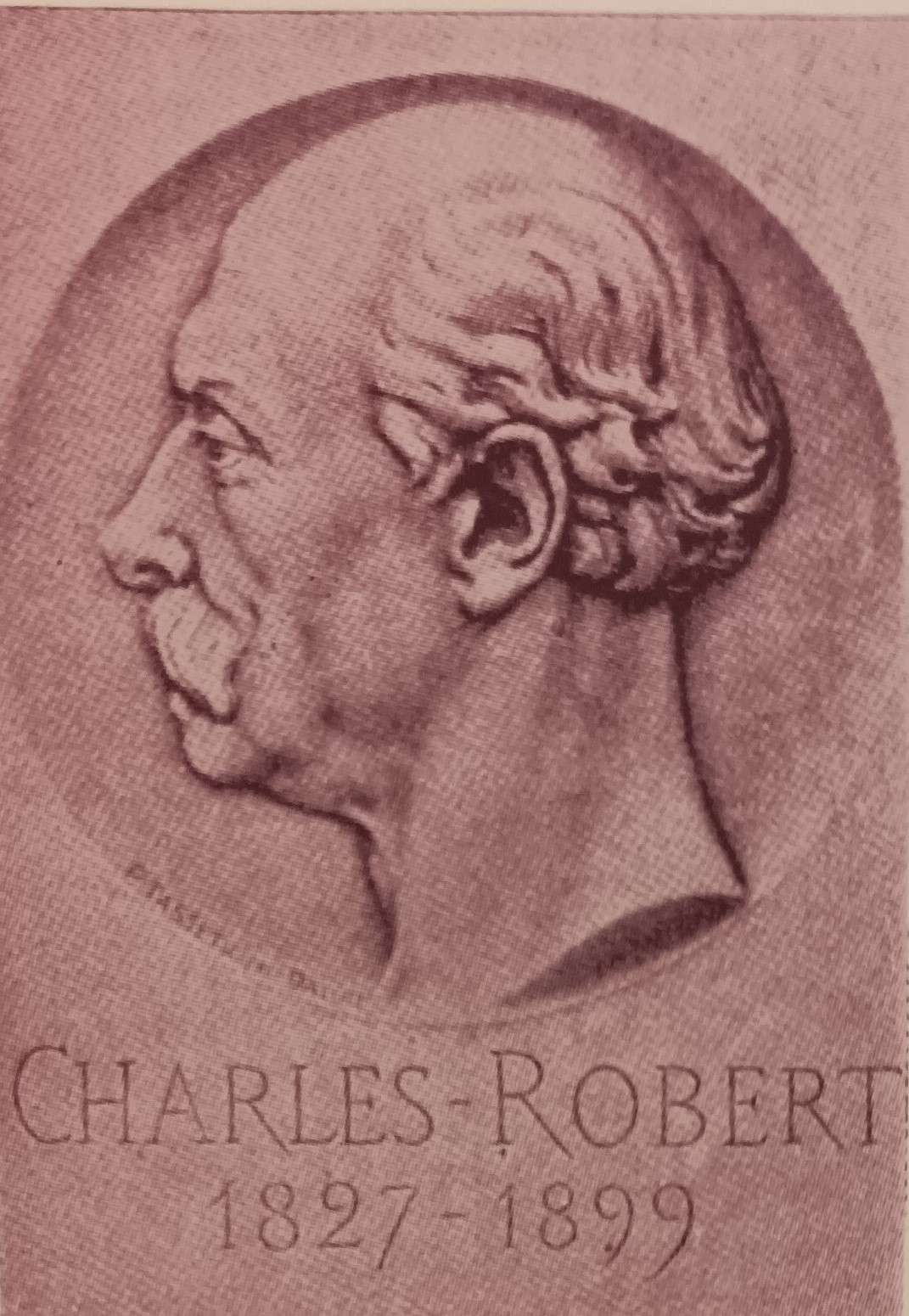
Société pour la participation, médaille par Paulin Tasset d'après Jules Dalou.

Idée majeure du gaullisme de nos jours, la participation des salariés aux résultats de l’entreprise, est en fait pratiquée depuis longtemps. Charles Robert s’y intéresse et cite, en sa qualité de juriste, des exemples existant depuis longtemps dans le droit positif comme sur mer dans les bateaux de pêche, au bord de la mer dans les marais salant, dans les forêts avec les résineux, et à la campagne où sont usités le métayage, le colonat partiaire ou le bail à cheptel.
Dès le XIXe siècle des patrons l’adoptent, comme Edme Jean Leclaire dont Charles Robert écrit la biographie. A titre d’exemple, elle est instaurée dès 1838 au sein de l’Union, dix ans après sa fondation. La Compagnie du chemin de fer de Paris à Orléans distribue à son personnel, de 1844 à 1871, plus de quarante millions de francs. L’idée de participation aux bénéfices est aussi acceptée à l’étranger et de nombreux pays la pratiquent, comme la Grande-Bretagne, l’Allemagne, la Suisse et l’Autriche. Des congrès internationaux ont lieu en France en juillet 1889 et juillet 1900.

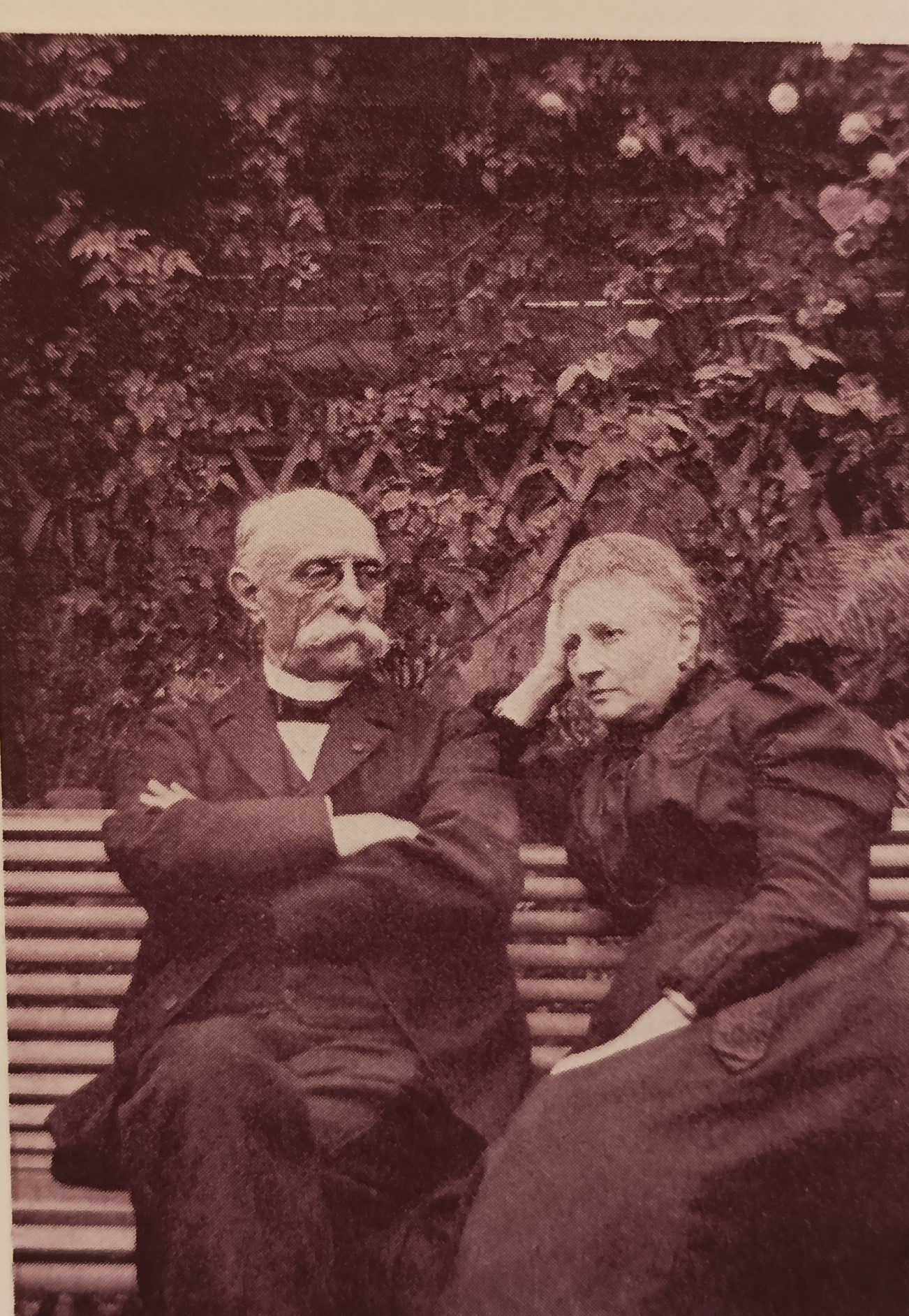
Charles Robert et son épouse (au Chesnay?)

Le 27 décembre 1869, Charles Robert fait une conférence à la Sorbonne qui donnera lieu à une brochure éditée en 1870 intitulée : La Suppression des grèves par l’association aux bénéfices. Le 30 novembre 1878, à son initiative, ainsi qu’à celles de patrons pratiquant la participation, est adopté le projet de statuts de la Société pour l’étude pratique de la participation du personnel aux bénéfices. Elle est autorisée par arrêté du préfet de police de Paris du 30 mai 1879 et sera reconnue comme établissement d’utilité publique le 12 mai 1889. Il en est le président, A. Chaix (remplacé en 1896 par Albert Trombert) le secrétaire bibliothécaire, et Edouard Goffinon le trésorier. La société publiera chaque année jusqu’en 1934 un bulletin avec des études diverses, les procès-verbaux in extenso de toutes les séances mensuelles du conseil d’administration et les comptes rendus des assemblées générales annuelles. Elle assure la publication des divers ouvrages d’Albert Trombert, comme la première édition du « Guide pratique pour la participation » en 1892 ou en 1896 un volume intitulé : « Les applications de la participation aux bénéfices ». Elle édite en 1888 la traduction française de l’ouvrage allemand de Victor Böhmert, directeur du bureau royal de statistiques de Saxe « La participation aux bénéfices ; études sur la rémunération du travail et bénéfices de l’entrepreneur ». Charles Robert en restera président jusqu’à son décès. Paul Delombre lui succédera et Paul Doumer sera président d’honneur de la société de 1928 à 1932.

## Disparition et postérité

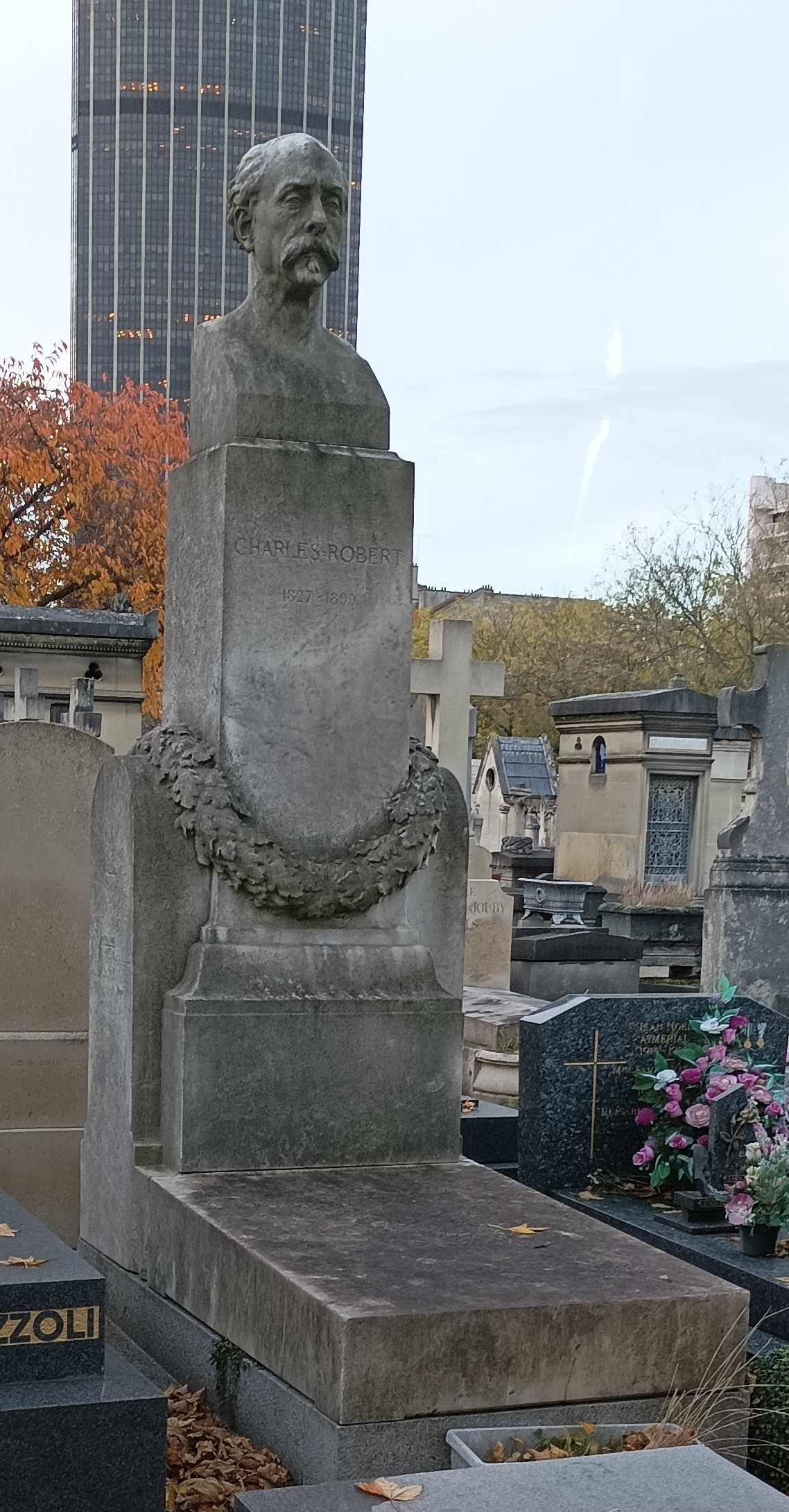
Tombe au cimetière du Montparnasse.

À la fin de sa vie, tout en continuant ses diverses activités, il habite une maison située au Chesnay-Rocquencourt, 37 avenue de Béthune, actuelle avenue du maréchal de Lattre de Tassigny, dans laquelle il travaille et reçoit ses amis. C’est là qu’il meurt le 21 juillet 1899. Il est enterré le 25 juillet au cimetière du Montparnasse (division 6). Sur sa demande expresse, aucun discours n’est prononcé sur sa tombe.

Un monument dû à Jean Camille Formigé surmonté de son buste par Jules Dalou, est édifié sur sa tombe et inauguré le 2 juin 1901, le baron Guillaume Cerise prononçant à cette occasion un discours. Ce monument, financé par une souscription nationale lancée par la Société pour l’étude pratique de la participation aux bénéfices ayant rapporté 21 560 francs, a coûté 13 800 francs. Le solde est alors utilisé pour la création du prix Charles Robert. Celui-ci a pour destination de récompenser, tous les deux ans, une initiative méritoire, une fondation utile ou un ouvrage remarquable choisis dans le domaine des œuvres sociales auxquelles Charles Robert était particulièrement dévoué : instruction, éducation, participation aux bénéfices, coopération, habitations à bon marché, protection de l’enfance ouvrière, mesures de prévoyance et de protection de toute nature. Le prix donne lieu à l’attribution d’une médaille (ou plaquette) dont la face s’orne du profil de Charles Robert, gravé par Paulin Tasset d’après Jules Dalou.
Un prix Édouard Goffinon récompensant les personnes ou les institutions qui ont le plus contribué au développement de la participation aux bénéfices sera aussi institué. Ces deux prix ne sont plus décernés de nos jours. En 1928, le centenaire de sa naissance sera célébré au Musée social.

## Distinctions
Charles Robert est chevalier de la Légion d’honneur le 12 août 1859, puis officier le 15 août 1865. Il est officier de l’Ordre des Saints Maurice et Lazare. Il recevra aussi la médaille commémorative de la campagne d’Italie de 1859.

## Publications
Charles Robert est l’auteur, le co-auteur ou le préfacier de nombreux ouvrages ou brochures, reprenant parfois le texte de ses conférences :
- [Pro socio (Dig. Lib. XVII, t. 2) : jus romanum. Des sociétés civiles en droit français] Thèse Paris 1848.
- De la nécessité de rendre l’instruction primaire obligatoire en France et des moyens pratiques à employer dans ce but (1860).
- De la nécessité de rendre l’instruction primaire obligatoire en France et des moyens pratiques à employer dans ce but : mémoire rédigé à l’occasion du traité de commerce conclu avec l’Angleterre et à l’appui des vœux au nombre de 33, émis en faveur de l’instruction obligatoire (1861).
- De l’ignorance des populations ouvrières et rurales de la France et des causes qui tendent à la perpétuer. Renseignements fournis en 1863 par les instituteurs publics, et rassemblés par M. Charles Robert (1863).
- Instruction primaire (1863).
- Plaintes et vœux présentés par les instituteurs publics en 1861, sur la situation des maisons d’école, du mobilier et du matériel classique (1864).
- Enquête ouverte par la réunion des bureaux du 10e groupe de l’Exposition universelle de 1867, sur les institutions créées par les chefs d’industrie en faveur de leurs ouvriers. Discours prononcé à la distribution des prix de l’Association philotechnique de Saint-Denis le 29 avril 1865 (1866).
- De l’ignorance (1867).
- Les améliorations sociales du second Empire(1868).
- Sénat. Séances des 22 et 23 mai 1868. Discours prononcés par son Excellence M Duruy et M. Charles Robert au sujet d’une pétition relative à l’enseignement supérieur (1868).
- La suppression des grèves par l’association aux bénéfices (1870).
- Discours prononcé, par M. Charles Robert, à la distribution solennelle des prix de la Société d’enseignement professionnel du Rhône le 12 juin 1870.
- L’instruction obligatoire (1871).
- Le salut par l’éducation. Lecture du 11e discours de Fichte à la nation allemande en 1807 faite le 30 octobre 1871 (1871).
- Dialogue entre un vieil ouvrier et un bourgeois sur l’association de l’ouvrier aux bénéfices du patron, par Edmée Jean Leclaire. Suivi d’une lettre de Charles Robert (1871).
- Le salut par l’éducation et discours de Fichte à la nation allemande en 1807 (1872).
- Le partage des fruits du travail : étude sur la participation des ouvriers et employés dans les bénéfices, présentée à l’Assemblée générale de la société protestante du travail le 4 avril 1873 (1873).
- La question sociale (1873).
- Notice sur l’enseignement donné à Morcenx par la compagnie des chemins de fer du midi(1873).
- Discours prononcé, le 25 avril 1874, au temple de l’Oratoire, à l’occasion de la quarante-quatrième séance annuelle de la Société pour l’encouragement de l’instruction primaire parmi les protestants de France (1874).
- Ecole ou prison, par M. Charles Robert. Conférence faite à Paris le 28 janvier 1874 (1874).
- La participation aux bénéfices : étude pratique sur ce mode de rémunération du travail / par le Dr Victor Böhmert. Traduit de l’allemand et mis à jour par M. Albert Trombert ; avec une préface de M. Charles Robert (1888).
- Le contrat de participation aux bénéfices, son caractère et ses résultats : conférence faite au Cercle populaire des Invalides, le 13 septembre 1889. Groupe de l’économie sociale. Congrès et conférences (1890).
- Conférence de l’exposition universelle internationale de 1889. La participation aux bénéfices, (1890).
- La participation aux bénéfices de l’industrie, du commerce et de l’agriculture : introduction au « Guide pratique » de M. Albert Trombert (1892).
- La participation aux bénéfices au point de vue du maintien de l’autorité dirigeante (1893).
- Les applications de la participation aux bénéfices, par Albert Trombert, avec une préface de M. Charles Robert (1896).
- La loi du 27 décembre 1895 sur les caisses de retraite des employés et ouvriers, observations de MM. Charles Robert et Emile Cheysson (1896).
- La maison Leclaire (1897).
- Biographie d’un homme utile : Leclaire, peintre en bâtiments, conférence faite au palais du Trocadéro, à la suite d’un discours de M. Edouard Laboulaye, sur l’histoire du travail, le 1er septembre 1898, devant l’assemblée générale des sociétés du travail (1905).
- La question de l’apprentissage. (Association des artisans du Libournais). Remise solennelle de diplômes aux apprentis. Rapport de M. Pointet. Discours de MM. Charles Robert et André Bertin) (sans date).